# 2002 год в телевидении
Список 2002 год в телевидении описывает события в мире телевидения, произошедшие в 2002 году.

## События

### Январь
- 1 января
  - Телеканал «7ТВ» изменил концепцию вещания на спортивную[1][2];
  - Начало вещания украинского государственного телеканала «Культура»;
  - Смена логотипа нижегородского телеканала «ННТВ»;
  - Одесский телеканал «Одесса-Плюс» (26 канал) начал ретранслировать российский телеканал «REN-TV» вместо «ТВ-6»[3];
  - Телеканал «REN-TV» отмечал свой юбилей — 5 лет в эфире.
- 5 января — На «РТР» вышел в эфир последний выпуск познавательно-развлекательной детской передачи «Телепузики».
- 6 января — Начало вещания международного телеканала «Viasat Explorer».
- 14 января — Смена логотипа российского канала «СТС».
- 22 января —
  - Отключение вещания «ТВ-6» на всей сети распространения его сигнала непосредственно на 6 ТВК в Москве и Московской области и через 10-15 минут — во всех остальных регионах вещания. В это время в прямом эфире из 5-й студии Останкино шла программа о шансоне и русской блатной песне Владимира Соловьёва «Соловьиная ночь», гостем эфира был Михаил Круг[4]. Программ этого телеканала были лишены не только зрители в Москве и Московской области, но и зрители в регионах. Спустя несколько секунд картинка из студии сменилась на статичную заставку с логотипом «ТВ-6» образца сентября 2001 года (в это время логотип в левом верхнем углу на экран уже не выводился), через несколько минут — на настроечную таблицу. Затем на экране появилась надпись «Нас сняли с эфира», в свою очередь, снова сменившаяся на настроечную таблицу. Примерно в 0:15 сигнал перестал поступать на регионы: это произошло после того, как была отключена аварийная система поддержки вещания. До официально объявленного по программе конца эфира (1:25 МСК) телеканал должен был показать премьерные выпуски ещё как минимум двух передач — «За стеклом» и «Дорожный патруль». Отключение случилось уже после того, как печатным изданиям («7 дней», «Антенна — Телесемь», «ТВ Парк») и региональным партнёрам была дана сетка вещания «ТВ-6» на период с 28 января по 3 февраля 2002 года, которая была бы актуальна в случае иного поворота событий в ночь с 21 на 22 января. Однако печатные издания (в основном московские), подписанные в печать после 22 января 2002 года, программу телеканала на этот период уже не публиковали. В 7 часов утра началось временное вещание спортивного телеканала «НТВ+ Спорт» на 6 ТВК в Москве. Вещание спортивного телеканала на шестой телевизионной кнопке от оригинальной спутниковой версии отличало полное отсутствие прямых спортивных трансляций и сильно отличавшаяся сетка вещания[5]. Телезрители разделились на два лагеря: одни были сторонниками идеи создания бесплатного спортивного телевещания, другие были сторонниками сохранения независимого от власти телевещания[6][7];
  - Новосибирский «НТН-12» начал своё собственное вещание.
- 26 января —
  - На «ОРТ» вышла в эфир юмористическая передача-концерт «Шутка за шуткой» (закроется только 28 июня 2004 года);
  - Начало вещания в Орле телеканала «СТС-Орёл» (АО «Ва-Банк Плюс», компания входит в состав ООО «СТС Медиа»).

### Февраль
- 1 февраля 
  - Начало вещания в Нижнем Новгороде телеканала «ТВ-3 Нижний Новгород».
  - Начало полноценного вещания украинского музыкального телеканала «М1».
- 6 февраля — Новосибирский телеканал «НТН-12» начал ретрансляцию телеканала «ТВ-3».
- 11 февраля — Состоялся первый выпуск программы «Дорожный патруль» на «РТР» после отключения от эфира «ТВ-6».
- 12 февраля — В Братске начала вещание «Братская студия телевидения».
- 25 февраля — Запущен украинский фильмовой телеканал «Enter-фильм».

### Март
- 1 марта — Начало вещания белорусского музыкального телеканала «Первый музыкальный».
- 4 марта — Первый выпуск программы «Спокойной ночи, малыши!» на канале «РТР», вместе с Хрюшей и Степашкой появился новый персонаж Мишутка[8].
- 11 марта — Смена графического оформления российского «ТВЦ».
- 27 марта — Состоялся конкурс на частоту шестого телевизионного канала, в котором, помимо журналистского коллектива ТВ-6 во главе с Евгением Киселёвым приняли участие телекомпании «ТНТ», «АТВ», «7ТВ», а также концепции «Твой канал», TV-VI и другие[9]. В аукционе на шестую частоту победило некоммерческое партнёрство «Медиа-Социум»[10].

### Апрель
- 1 апреля —
  - Пермский телеканал «УралИнформ ТВ» сменил сетевого партнёра с «MTV Россия» на «ТВ-3»;
  - Новый слоган призыва «НТВ» — «Смотри и увидишь» (продлились в последний день до 20 октября 2002 года)
- 2 апреля — Премьера на «ОРТ» телеигры «Русская рулетка», ведущим которой стал Валдис Пельш.
- 15 апреля 
  - Начало вещания телеканала «Дарьял-ТВ» в новом, развлекательном формате. Название изменилось на «ДТВ». В сетке вещания стали появляться развлекательные передачи и кинофильмы. В то же время телеканал испытывал проблемы с лицензией, возникшие из-за действий предыдущих владельцев[11][12];
  - На канале «РТР» вышла юмористическая политическая программа Михаила Жванецкого «Дежурный по стране».
- 16 апреля — Телеканал «MTV Россия» перешёл на круглосуточное вещание[13]. В то же время Борис Зосимов продал свою долю американским владельцам. После этого с телеканала начали уходить известные рейтинговые передачи и виджеи[14][15].

### Май
- 1 мая — Смена графического оформления «НТВ» на 1—9 мая.
- 20 мая — На «СТС» вышла программа «Окна» с Дмитрием Нагиевым.
- 25 мая — На «РТР» вышел первый выпуск итоговой информационной программы «Вести-Москва. Итоги недели».

### Июнь
- 1 июня — Начало вещания российского телеканала «ТВС» на частоте телеканала «НТВ-Плюс Спорт на 6-м канале»[16][17].
- 3 июня — Телеканал «НТВ» получил новую лицензию на вещание. Частота «НТВ» была выставлена на конкурс по причине переизбытка предупреждений от Минпечати, одно из которых относилось к событиям апреля 2001 года, когда телеканал вместо заявленных по программе передач показывал пустые коридоры и студии[18][19]. Эфир был сохранён на пять лет.
- 9 июня — Телеканал «ТВЦ» отмечал свой юбилей — 5 лет в эфире.
- 10 июня — Смена графического оформления российского «НТВ».
- 12 июня — Начало вещания Уральско-окружной телекомпании «Ермак» на частоте телеканала «Пять — Один».
- 25 июня — Начало вещания общенационального белорусского телеканала «ОНТ».
- 27 июня — Начало вещания первомайского регионального телеканала «Надія».

### Июль
- 1 июля —
  - Начало вещания международного телеканала «РТР-Планета»[20];
  - На «РТР» вышел первый выпуск информационной правовой программы «Вести. Дежурная часть»;
  - В эфир телеканала «MTV Россия» впервые вышла программа «Тотальное шоу» — по словам авторов — «квинтэссенция всего лучшего, что было создано в эфире MTV Россия за последние 4 года». Ведущим программы стал Иван Ургант[21].
- 6 июля — Из-за разногласий между украинским «Новым каналом» и российским «ТВС» была прервана трансляция реалити-шоу «За стеклом-3. Теперь ты в армии». После этого некоторых участников пригласили на финальное ток-шоу в Москву[22]. Этот проект наряду с несколькими другими был признан одной из первых неудач нового телеканала[23].
- 8 июля — В Нижнем Новгороде начал вещать телеканал «СТС-Нижний Новгород».
- 15 июля — Смена логотипа и названия телеканала «Прометей АСТ» в «АСТВ».
- 22 июля — Программа «Окна» переехала с «СТС» на «ТНТ».

### Август
- 12 августа — Смена логотипа Йошкар-Олинского телеканала «Волжская телестудия».
- 19 августа
  - Смена логотипа и концепции вещания на телеканале «ТНТ». Новыми владельцами и руководством был закрыт ряд низкорейтинговых и убыточных проектов[24], разработана новая концепция эфира «ТНТ помогает!»[25];
  - Смена названия краснодарского и карельского телеканалов «Пионер» и «Петронет» в «ТНТ-Краснодар» и «ТНТ-Петронет» соответственно.
- 23 августа — На месте башкирского «БТВ» вещание «БСТ» («Башкирское спутниковое телевидение»). Первой программой нового телеканала была «В добрый путь, спутниковый телеканал!»[26].
- 26 августа 
  - РТР сменило название телеканала «Россия»[27][28];
  - Начало вещания телеканала для всех жителей Воронежа «СТС-Воронеж»;
  - Начало вещания татарского телеканала ««Татарстан — Новый Век» (ТНВ)».

### Сентябрь
- 1 сентября
  - Смена логотипа и графического оформления телеканала «Культура»;
  - Смена графического оформления телеканала «СТС»;
  - Смена графического оформления российского «НТВ» к новому сезону 2002—2003.
- 2 сентября
  - ОРТ и ОРТ-Международное сменили названия на «Первый канал» и «Первый канал. Всемирная сеть»[29][30];
  - Смена логотипа и графического оформления российского «ТВС» и московского «Третьего канала» соответственно.
- 7 сентября
  - На телеканале «Россия» состоялся первый сезон вечернего вокально-музыкального реалити-шоу «Стань звездой»;
  - После продолжительного перерыва в эфир телеканала «Россия» вышла телеигра «Форт Боярд» с русскими участниками;
  - На канале «СТС» вышла в эфир телеигра «Кресло» с Федором Бондарчуковым.
- 8 сентября — На телеканале «Россия» вышла новая юмористическая еженедельная программа «В Городке» с участием Ильи Олейникова и Юрия Стоянова.
- 9 сентября
  - Телеканал «СТС» сменил слоган и концепцию. Слоган стал называться как «Первый развлекательный» (в заставках он продержался до 31 августа 2007 года). Полное название стало называться как «Сеть телевизионных станций»;
  - Телеканал «СТС-Волгодонск» сменил частоту с 1 ТВК на 9 ТВК, основной вещатель остался прежним — «ВТВ»;
  - Переименование и смена логотипа кировского «9 канала» в «СТС-9 канал»;
  - Смена логотипа на «МУЗ-ТВ», теперь волны стали красными кругами, а буквы «МУЗТВ» — серыми и большими; в заставках иногда присутствовала обезьяна.
- 11 сентября — Начала свою деятельность Детская студия телевидения «Хабаровск», была запущена первая программа «Детский экспресс».
- 14 сентября — На «ТВС» вышел первый выпуск общественно-политического ток-шоу «Ничего личного».
- 16 сентября — На «Первом канале» вышел последний выпуск юмористической программы Михаила Евдокимова «С лёгким паром!».
- 23 сентября — На телеканале «Россия» состоялась премьера гангстерского телесериала «Бригада».
- 26 сентября — Массовая драка в программе «Окна» на телеканале «ТНТ».
- 30 сентября — Смена логотипа и графического оформления турецкого телеканала «Show TV».

### Октябрь
- 1 октября — 
  - Начало вещания удмуртского телеканала «Моя Удмуртия»;
  - Начало вещания в Туле телеканал «ТВЦ-Тула»;
  - В эфир российского «REN-TV» вышло реалити-шоу «Русское чудо», не набравшее достаточных рейтингов по причине неудачной рекламной кампании и прежде всего — во многом из-за событий 23—26 октября 2002 года, связанных с захватом заложников в театральном центре на Дубровке[31];
  - В эфир телеканала «Губерния» вышла утренняя развлекательная программа «Утро с Губернией».
- 7 октября — На «ТНТ» вышел первый выпуск программы «Наши песни», в которой показывалась подборка российских музыкальных видеоклипов (в основном — малоизвестных или неактуальных групп и исполнителей).
- 10 октября — Смена логотипа украинского телеканала «ТЕТ».
- 13 октября — На «Первом канале» начался первый сезон вечернего вокально-музыкального реалити-шоу «Фабрика звёзд».
- 21 октября — Смена графического оформления российского «НТВ».
- 25 октября — Начало вещания казахстанского телеканала «CaspioNet».

### Ноябрь
- 1 ноября — Телеканал «Культура» отмечал свой юбилей — 5 лет в эфире.
- 3 ноября — «Первый канал» показывал рекламу «Nemiroff» во время боксёрских матчей.
- 4 ноября — Переименование международного телеканала «NTV International» в «RTVi».
- 10 ноября — Начало вещания самарского телеканала «Шторм-ТВ».
- 11 ноября — Телеканал «2х2» начал вещание в обновлённом формате, выиграв лицензию на вещание на 43 ТВК.
- 15 ноября — На «ТНТ» вышел последний выпуск программы «Сегоднячко».
- 18 ноября —
  - Смена логотипа краснодарского телеканала «НТК»;
  - Смена графического оформления телеканала «Россия».
- 21 ноября — Начало вещания Белгородского телеканала «Белый город».
- 22 ноября — На «ТВС» вышел первый выпуск общественно-политического ток-шоу «Поединок».

### Декабрь
- 1 декабря —
  - Смена логотипа и графического оформления московского телеканала «М1»;
  - Смена графического оформления на российском телеканала «Россия».
- 16 декабря — 
  - Смена логотипа и графического оформления российского спортивного телеканала «7ТВ»;
  - Оренбургский «24 канал» сменил сетевого партнёра с «REN-TV» на «ТНТ»;
  - Начало вещания оренбургского телеканала «OREN-TV».
- 23 декабря — Смена графического оформления российского телеканала «REN-TV» и новый слоган «REN с нами».
- 29 декабря — На канале «НТВ» вышел последний выпуск сатирической передачи «Куклы».
- В конце года появилась информация о том, что российский телеканал «ТВС» имеет проблемы с финансированием и в ближайшее время может быть закрыт или перепрофилирован. Журналистам (большая часть из которых ранее работала на «НТВ» и «ТВ-6») по несколько месяцев не выплачивали заработную плату.

## Без точных дат
- Основан телеканал «Inter AZ TV».
- Переименование тюменского телеканала «Ладья» в «СТС-Ладья».
- Смена оформления хабаровского телеканала «Губерния».

## Скончались

### Пропавшие без вести
- 20 сентября — Сергей Бодров-младший — ТВ-ведущий (Последний герой), актёр и режиссёр. Пропал без вести во время схода ледника Колка в Кармадонском ущелье РСО-Алания вместе со всей съёмочной группой. Официально признан погибшим.